# Средња школа „Коста Цукић” Нови Београд
Средња школа „Коста Цукић” приватна је школа основана 2003. године у Београду. Налази се у улици Јурија Гагарина 81 на Новом Београду.
Школа је почела са радом школске 2003/2004. године, на основу решења Министарства просвете и спорта Републике Србије, којим је школи дозвољено обављање основне делатности. Школа има шест образовних профила: гимназија — општи тип, гимназија за информационе технологије, економски техничар, правни техничар, финансијски техничар и туристички техничар. Добила је име по српском економисти и министру финансија Кости Цукићу.